# غابرييل ورتمان
غابرييل ورتمان (بالإنجليزية: Gabrielle Wortman)‏ هي مغنية أمريكية، ولدت في 25 مارس 1989 في نيويورك في الولايات المتحدة.